# Divize C 2013/2014
V soubojích 49. ročníku České divize C 2013/14 se utkalo 16 týmů dvoukolovým systémem podzim - jaro. Tento ročník začal v srpnu 2013 a skončil v červnu 2014.

## Nové týmy v sezoně 2013/14
Z ČFL 2012/13 nikdo nesestoupil. Z krajských přeborů postoupila vítězná mužstva ročníku 2012/13: MFK Trutnov z Královéhradeckého přeboru, SK Vysoké Mýto z Pardubického přeboru a TJ Sokol Jablonec nad Jizerou z Libereckého přeboru. Dále postoupily: 7. tým z Pardubického přeboru TJ Sokol Živanice a týmy z 3. a 6.  z Libereckého přeboru - SK VTJ Rapid Liberec a FK ŽBS Železný Brod.

## Kluby podle přeborů
- Královéhradecký (4): FK Náchod, TJ Dvůr Králové nad Labem, MFK Trutnov, 1. FK Nová Paka.
- Pardubický (6): FK Pardubice „B“,  TJ Jiskra Ústí nad Orlicí, SK Vysoké Mýto, TJ Sokol Živanice, TJ Svitavy, FK Letohrad.
- Liberecký (4): FK Pěnčín-Turnov, SK VTJ Rapid Liberec, FK ŽBS Železný Brod, TJ Sokol Jablonec nad Jizerou.
- Středočeský (2): FK Dobrovice, SK Sparta Kutná Hora.

## Výsledná tabulka
| Poř. | Tým                               | Z  | V  | R | P  | VG | OG  | B  |
| ---- | --------------------------------- | -- | -- | - | -- | -- | --- | -- |
| 1.   | 1. FK Nová Paka                   | 30 | 21 | 7 | 2  | 78 | 31  | 70 |
| 2.   | FK Dobrovice                      | 30 | 18 | 7 | 5  | 65 | 29  | 61 |
| 3.   | TJ Sokol Živanice (N)             | 30 | 16 | 6 | 8  | 55 | 34  | 54 |
| 4.   | FK Pěnčín-Turnov                  | 30 | 16 | 6 | 8  | 74 | 54  | 54 |
| 5.   | SK Vysoké Mýto (N)                | 30 | 14 | 6 | 10 | 55 | 45  | 48 |
| 6.   | TJ Jiskra Ústí nad Orlicí         | 30 | 13 | 5 | 12 | 55 | 38  | 44 |
| 7.   | TJ Dvůr Králové nad Labem         | 30 | 12 | 6 | 12 | 49 | 54  | 42 |
| 8.   | MFK Trutnov (N)                   | 30 | 13 | 2 | 15 | 56 | 61  | 41 |
| 9.   | SK Sparta Kutná Hora              | 30 | 12 | 5 | 13 | 50 | 39  | 41 |
| 10.  | TJ Sokol Jablonec nad Jizerou (N) | 30 | 12 | 5 | 13 | 55 | 58  | 41 |
| 11.  | FK Letohrad                       | 30 | 12 | 3 | 15 | 47 | 49  | 39 |
| 12.  | FK Náchod                         | 30 | 11 | 6 | 13 | 52 | 55  | 39 |
| 13.  | FK Pardubice „B“                  | 30 | 11 | 6 | 13 | 48 | 59  | 39 |
| 14.  | TJ Svitavy                        | 30 | 10 | 4 | 16 | 53 | 66  | 34 |
| 15.  | FK ŽBS Železný Brod (N)           | 30 | 5  | 6 | 19 | 40 | 83  | 21 |
| 16.  | SK VTJ Rapid Liberec (N)          | 30 | 3  | 2 | 25 | 30 | 109 | 11 |

Poznámky:
- Z = Odehrané zápasy; V = Vítězství; R = Remízy; P = Prohry; VG = Vstřelené góly; OG = Obdržené góly; B = Body
- O pořadí klubů se stejným počtem bodů rozhodly vzájemné zápasy.

|  | Postup do ČFL 2014/15                           |
|  | Sestup do příslušného krajského přeboru 2014/15 |